# Арнщат
Арнщат (на немски: Arnstadt) е град в Германия, районен център, разположен в Тюрингия.
Влиза в състава на окръг Илм. Има население от 25 500 души (към 31 декември 2006 г.). Заема площ от 55,29 km².
Административно се дели на 6 района.

## Галерия
- Кварталът Зигелбах
- Община Арнщад на картата на Илм
- Музеят
- Църквата „Дева Мария“
- Църквата Св. Бонифаций, в която Бах е свирил на орган
- Сградата на общината и кулата Найдектурм
- Паметникът на Й. С. Бах